# Bulbine flexuosa
Bulbine flexuosa là một loài thực vật có hoa trong họ Thích diệp thụ. Loài này được Schltr. miêu tả khoa học đầu tiên năm 1898.